# Bryum palmifolium
Bryum palmifolium là một loài rêu trong họ Bryaceae. Loài này được P. Beauv. Brid. mô tả khoa học đầu tiên năm 1826.